# Hirotaka Takeuchi

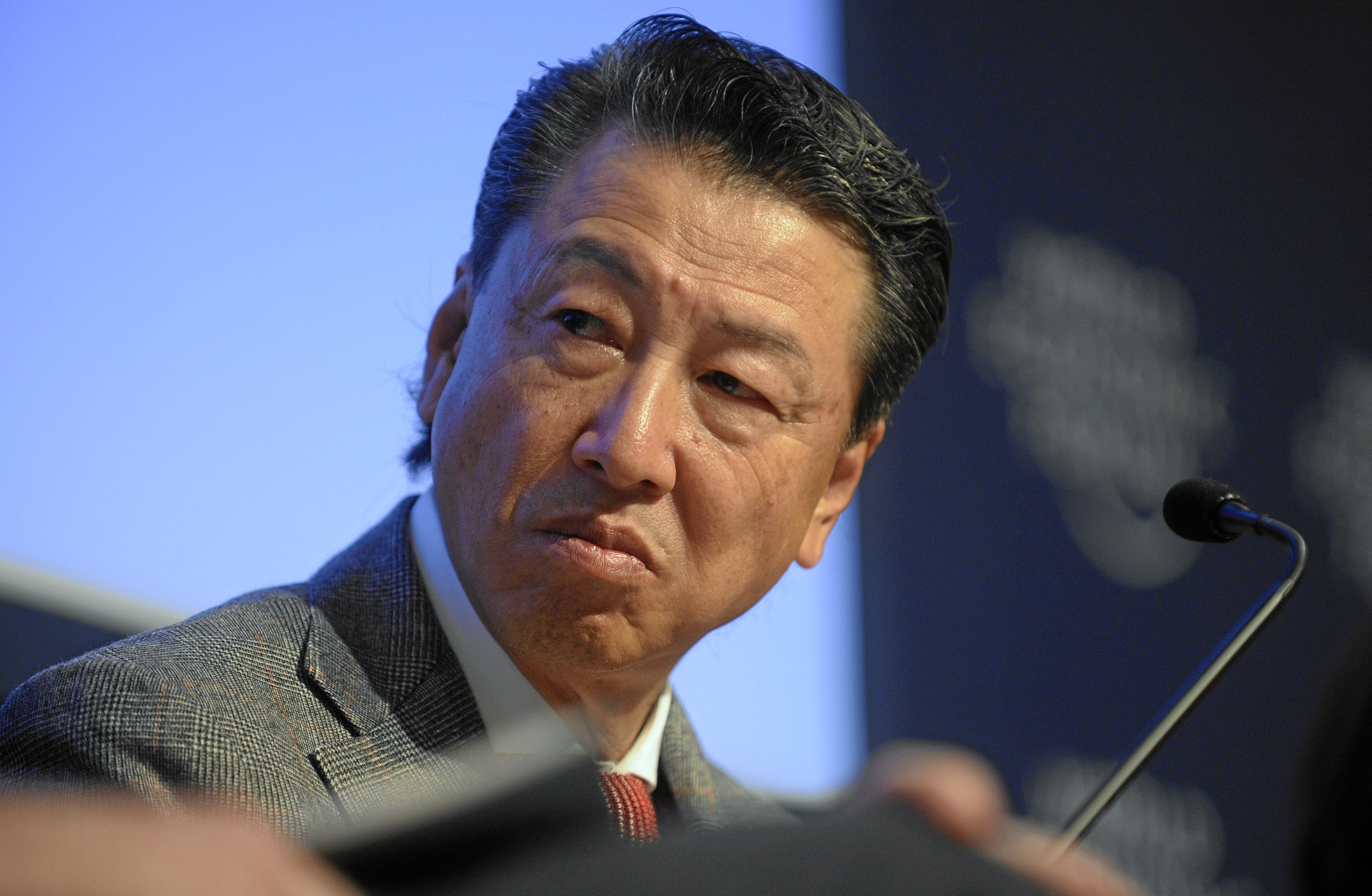
Hirotaka Takeuchi

Hirotaka Takeuchi es decano de la Graduate School of International Corporate Strategy en la Universidad Hitotsubashi en Tokio y fue profesor visitante en la Escuela de Negocios Harvard entre 1989 y 1990.
Hirotaka obtuvo un MBA y un PhD en la Escuela de Negocios Haas de la Universidad de California, en Berkeley. Es coautor de "Puede Japón competir?" junto a Michael Porter y ha sido nombrado por BusinessWeek como uno de los 10 Mejores "Profesores de Escuela de Negocios para programas de educación in-company" en el mundo. Ha trabajado en la industria como un consultor de administración en McKinsey & Company.

## Biografía
Takeuchi nació en 1946 y obtuvo una licenciatura de la International Christian University en Tokio , y un MBA y Ph.D. de la Universidad de California, Berkeley. Su carrera no académica temprana incluyó el trabajo en McCann-Erickson en Tokio y San Francisco y en McKinsey & Company en Tokio.
De 1976 a 1983 Takeuchi tuvo su primer puesto en la facultad de Harvard Business School, como profesor asistente en la Unidad de Marketing. Se mudó a la Universidad Hitotsubashi en Tokio en 1983, convirtiéndose en profesor en 1987. En otro período en la Harvard Business School de 1995 a 1996, Takeuchi se desempeñó como profesor visitante en el Programa de Gestión Avanzada.
Se reconoce a Takeuchi junto con Nonaka  como los mayores precursores de la; quienes en el año de 1995 publican su obra titulada The Knowledge Creating Company. La importancia de la obra de estos autores es tal que, si se necesitará fijar una fecha de nacimiento de la gestión del conocimiento, quizá deba tomarse como referencia. Y es precisamente en la década de los 90, cuando la gestión del conocimiento empieza a utilizarse por diversas empresas e instituciones, debido a las ventajas competitivas que ofrece. Muchas propuestas y/o experiencias de su aplicación se publican en artículos académicos.
En 1998, Takeuchi se convirtió en el decano fundador de la escuela de negocios de la Universidad Hitotsubashi, la Escuela de Graduados de Estrategia Corporativa Internacional. En 2010, Takeuchi fue nombrado para el puesto de Profesor Emérito en esa universidad y, en el mismo año, también fue nombrado profesor en la Harvard Business School.
Takeuchi ha escrito o coautor de numerosos artículos para Harvard Business Review . Ha sido miembro de la junta de planificación del Foro Económico Mundial y es director externo de Mitsui & Co. y director externo de Daiwa Securities Group 

## Obra
Se reconoce a Takeuchi junto con Nonaka  como los mayores precursores de la; quienes en el año de 1995 publican su obra titulada The Knowledge Creating Company. La importancia de la obra de estos autores es tal que, si se necesitará fijar una fecha de nacimiento de la gestión del conocimiento, quizá deba tomarse como referencia. Y es precisamente en la década de los 90, cuando la gestión del conocimiento empieza a utilizarse por diversas empresas e instituciones, debido a las ventajas competitivas que ofrece. Muchas propuestas y/o experiencias de su aplicación se publican en artículos académicos..
El nuevo juego de desarrollo de nuevos productos
Takeuchi colaboró en varios artículos con Ikujiro Nonaka (野中 郁次郎), un colega de la Universidad Hitotsubashi, incluido el artículo de Harvard Business Review de 1986 The New New Product Development Game , en el que enfatizaban la velocidad y la flexibilidad para el desarrollo de nuevos productos. 
El artículo analiza las prácticas de varias empresas manufactureras exitosas, como Fuji-Xerox , Honda , 3M y Toyota. Los autores llamaron la atención sobre la práctica en esas empresas japonesas de tener un proceso de desarrollo superpuesto ("como Sashimi ") Takeuchi, Nonaka explican que: 
En lugar del antiguo enfoque secuencial. Lo compararon con el juego de rugby , donde un equipo "intenta recorrer la distancia como una unidad, pasando el balón de un lado a otro" y donde un equipo puede emplear diferentes tácticas para hacer el mejor uso de sus talentos.  (1986)
Los autores descubrieron que los equipos de las empresas más exitosas que examinaron presentaban las siguientes condiciones (1986): 
- Autonomía: ser autoorganizado y tener poder para tomar decisiones sobre cómo hacer el trabajo.
- Fertilización cruzada: tener dentro de los equipos todas las habilidades necesarias para completar la tarea.
- Autotrascendencia: elevar sus objetivos y superar los límites normalmente aceptados; desafiando el statu quo.

El artículo llamó la atención cuando se publicó , pero su importancia para el desarrollo de software nació siete años después, cuando un equipo de Easel Corporation dirigido por Jeff Sutherland se posó en el artículo y vio la oportunidad que ofrecía para lograr su objetivo de entregar software en cronograma y por debajo del presupuesto.
Sutherland desarrolló el concepto junto con Ken Schwaber como el marco Scrum , una técnica de desarrollo de software ágil que ahora se utiliza en todo el mundo.